# Anastasiya Kozhenkova
Anastasiya Mykolaivna Kozhenkova (en ucraniano: Анастасія Миколаївна Коженкова; Kóvel, URSS, 19 de enero de 1986) es una deportista ucraniana que compite en remo.
Participó en dos Juegos Olímpicos de Verano, obteniendo una medalla de oro en Londres 2012, en la prueba de cuatro scull (junto con Kateryna Tarasenko, Nataliya Dovhodko y Yana Dementieva), y el cuarto lugar en Río de Janeiro 2016, en la misma prueba.
Ganó dos medallas en el Campeonato Mundial de Remo, en los años 2009 y 2010, y ocho medallas en el Campeonato Europeo de Remo entre los años 2009 y 2024.
Además, obtuvo una medalla de oro en el Campeonato Mundial de Remo de Mar de 2021.

## Palmarés internacional
| Juegos Olímpicos   | Juegos Olímpicos            | Juegos Olímpicos  | Juegos Olímpicos |
| Año                | Lugar                       | Medalla           | Prueba           |
| ------------------ | --------------------------- | ----------------- | ---------------- |
| 2012               | Londres (Reino Unido)       | Medalla de oro    | Cuatro scull     |
| Campeonato Mundial |                             |                   |                  |
| Año                | Lugar                       | Medalla           | Prueba           |
| 2009               | Poznań (Polonia)            | Medalla de oro    | Cuatro scull     |
| 2010               | Cambridge (Nueva Zelanda)   | Medalla de plata  | Cuatro scull     |
| Campeonato Europeo |                             |                   |                  |
| Año                | Lugar                       | Medalla           | Prueba           |
| 2009               | Brest (Bielorrusia)         | Medalla de oro    | Cuatro scull     |
| 2010               | Montemor-o-Velho (Portugal) | Medalla de oro    | Cuatro scull     |
| 2011               | Plovdiv (Bulgaria)          | Medalla de oro    | Doble scull      |
| 2016               | Brandeburgo (Alemania)      | Medalla de bronce | Cuatro scull     |
| 2018               | Glasgow (Reino Unido)       | Medalla de plata  | Cuatro scull     |
| 2019               | Lucerna (Suiza)             | Medalla de bronce | Cuatro scull     |
| 2023               | Bled (Eslovenia)            | Medalla de oro    | Cuatro scull     |
| 2024               | Szeged (Hungría)            | Medalla de plata  | Cuatro scull     |